# Bemelabampo
Bemelabampo är en ort i Mexiko.   Den ligger i kommunen Navojoa och delstaten Sonora, i den nordvästra delen av landet, 1 400 km nordväst om huvudstaden Mexico City. Bemelabampo ligger 38 meter över havet och antalet invånare är 134.
Terrängen runt Bemelabampo är platt. Runt Bemelabampo är det ganska glesbefolkat, med 36 invånare per kvadratkilometer. Närmaste större samhälle är Navojoa, 7,3 km sydost om Bemelabampo. Trakten runt Bemelabampo består till största delen av jordbruksmark.